# جوزف لوئیس (دوچرخه‌سوار)
جوزف لوئیس (انگلیسی: Joseph Lewis؛ زادهٔ ۱۳ ژانویهٔ ۱۹۸۹) دوچرخه‌سوار اهل استرالیا است.
از باشگاه‌هایی که در آن بازی کرده‌است می‌توان به تیم دوچرخه‌سواری دراپاک اشاره کرد.